# Trenton (Utah)
Trenton é uma cidade  localizada no estado norte-americano de Utah, no Condado de Cache.

## Demografia
Segundo o censo norte-americano de 2000, a sua população era de 449 habitantes.
Em 2006, foi estimada uma população de 399, um decréscimo de 50 (-11.1%).

## Geografia
De acordo com o United States Census Bureau tem uma área de
19,0 km², dos quais 18,8 km² cobertos por terra e 0,2 km² cobertos por água. Trenton localiza-se a aproximadamente 1411 m acima do nível do mar.

## Localidades na vizinhança
O diagrama seguinte representa as localidades num raio de 12 km ao redor de Trenton.